# Skillet
Skillet ist eine US-amerikanische Rockband, die Mitte der 1990er Jahre in Memphis, Tennessee gegründet wurde. Die Stilrichtungen der Band sind vorwiegend Christlicher Rock, Alternative Rock und Nu Metal. Die Musik wurde stark von der Rockband Fold Zandura beeinflusst.

## Geschichte
Das erste Album von Skillet erschien im Jahr 1996 unter dem Titel Skillet und enthielt noch Elemente elektronischer Musik. Damals bestand die Band noch aus drei Mitgliedern: John Cooper am Bass, Trey McClurkin am Schlagzeug und Ken Steorts an der Gitarre. Diese Zusammenstellung blieb bis zum dritten Album (Invincible, 2000), bei welchem Coopers Frau Korey in die Band eintrat (Keyboard) und Gitarrist Ken Steorts durch Kevin Haaland ersetzt wurde. Schon bald nach der Veröffentlichung des dritten Albums verließ aber auch Trey McClurkin die Band und wurde durch Lori Peters und später durch Jen Ledger ersetzt, die nicht nur Schlagzeug spielt, sondern in vielen Liedern wie z. B. bei Hero auch mit Gesang zu hören ist. Noch vor der Veröffentlichung des fünften Albums (Alien Youth, 2001) verließ Kevin Haaland die Band wieder, weswegen Ben Kasica in die Band kam.
Am 25. August 2009 wurde das Album Awake veröffentlicht, das in den amerikanischen Albumverkaufscharts auf Platz 2 einstieg. Es beinhaltet zwölf Songs. Hero wurde am 19. Mai 2009 als erste Single veröffentlicht und Monster am 14. Juli 2009. Beide Lieder dienten bei Wrestling Pay-per-Views als Titellieder. Ersteres bei Royal Rumble 2010, letzteres beim Hell in a Cell 2009. Die besagten Songs sind auch im Videospiel WWE SmackDown! vs. RAW 2010 enthalten. So wurde auch der Song Legendary ebenfalls von der WWE in deren Show Raw kurzzeitig als Titel- oder Intromusik genutzt. Das Album wurde auch mit drei weiteren Stücken als Deluxe Edition veröffentlicht.
Im Februar 2011 verließ Ben Kasica die Band um sich anderen Projekten zu widmen. Als Ersatz kam Gitarrist Seth Morrison, der bereits mit Justifide und Our Heart's Hero getourt ist. 
Awake wurde bei den Billboard Music Awards 2011 für den "Top Christian Album"-Award nominiert, welchen die Band auch gewann. Im Mai 2011 wurde auch bekannt, dass der Film Transformers 3. Die dunkle Seite des Mondes das Lied "Awake and Alive" in seinem Soundtrack nutzt.
Am 21. Juni 2011 postete John Cooper auf seinem Twitter-Account, dass die Band zum ersten Mal neue Musik probt und dass sie sich auf ein neues Album vorbereiten. Bei einer Frage-und-Antwort-Runde vor einem Konzert sagte John Cooper, dass sie im Januar/Februar 2012 eine neue Platte aufnehmen würden. Allerdings sollte die Band dann als Headliner der Winter Jam Tour auftreten. Sie planten, das Studio am Ende der Winter Jam Eastern Tour zu benutzen, ungefähr im Mai, für eine Veröffentlichung Ende 2012.
In einem Interview am 26. Januar 2013 in Beaumont, Texas, kündigte John Cooper an, dass das neue Album Rise im Mai 2013 erscheinen würde, aber später für eine Veröffentlichung am 25. Juni 2013 geplant war. Das Album debütierte auf Platz 4 der Billboard 200 und auf Platz 1 der Top Rock Charts und Christian Album Charts und verkaufte sich allein in den USA in der ersten Woche der Veröffentlichung 60.000 Mal.
Am 16. Februar 2015 gaben Skillet bekannt, dass sie Material für ein neues Album schreiben, dessen Aufnahmen im Juni beginnen und Ende 2015 oder Anfang 2016 veröffentlicht werden könnten. Am 8. April 2016 veröffentlichte Skillet auf ihren Social-Media-Seiten eine Vorschau auf einen neuen Song, der später als "Out of Hell" bekannt wurde. Am 20. Mai 2016 wurde der Titel des Albums, Unleashed, bekannt gegeben und später am 5. August 2016 auf Atlantic Records veröffentlicht. Ein Lyric-Video zu "Feel Invincible", wurde ebenfalls veröffentlicht.
2017 verwendete die amerikanische Counter-Strike: Global Offensive Liga Eleague den Song Feel Invincible in ihren Übertragungen.
Am 27. Januar 2017 veröffentlichte die Band eine neue Akustikaufnahme von "Stars", die in den Film Die Hütte als Soundtrack genutzt wurde.
Am 5. Mai 2019 veröffentlichte Billboard einen Artikel über Skillets kommendes zehntes Studioalbum Victorious, in dem erwähnt wurde, dass die Band weltweit über 12 Millionen Einheiten verkauft hatte. Die Band veröffentlichte "Legendary" am 7. Mai 2019 als erste Single von Victorious. Am 14. Juni 2019 veröffentlichte die Band zwei neue Singles: "Save Me" und "Anchor".  Am 27. Juli veröffentlichte die Band eine weitere Single: "You Ain't Ready". Das Album wurde am 2. August 2019 veröffentlicht.
"Surviving the Game", Skillets erste Single seit einem Jahr, wurde am 15. September 2021 veröffentlicht. Die Band kündigte außerdem ihr elftes Studioalbum Dominion an, das am 14. Januar 2022 veröffentlicht wurde. Es folgte die Veröffentlichung von drei weiteren Singles: "Standing in the Storm" am 12. November 2021, "Refuge" am 10. Dezember 2021 und der Titeltrack "Dominion" am 7. Januar 2022. Am 9. Dezember 2022 veröffentlichte Skillet die vierte Single aus dem Album, "Psycho In My Head" und kündigte die Deluxe-Edition des Albums Dominion: Day of Destiny an, die am 17. Februar 2023 veröffentlicht wurde.

## Diskografie
Studioalben

| Jahr | Titel                     | Höchstplatzierung, Gesamtwochen, AuszeichnungChartplatzierungen (Jahr, Titel, Platzierungen, Wochen, Auszeichnungen, Anmerkungen) | Höchstplatzierung, Gesamtwochen, AuszeichnungChartplatzierungen (Jahr, Titel, Platzierungen, Wochen, Auszeichnungen, Anmerkungen) | Höchstplatzierung, Gesamtwochen, AuszeichnungChartplatzierungen (Jahr, Titel, Platzierungen, Wochen, Auszeichnungen, Anmerkungen) | Höchstplatzierung, Gesamtwochen, AuszeichnungChartplatzierungen (Jahr, Titel, Platzierungen, Wochen, Auszeichnungen, Anmerkungen) | Höchstplatzierung, Gesamtwochen, AuszeichnungChartplatzierungen (Jahr, Titel, Platzierungen, Wochen, Auszeichnungen, Anmerkungen) | Höchstplatzierung, Gesamtwochen, AuszeichnungChartplatzierungen (Jahr, Titel, Platzierungen, Wochen, Auszeichnungen, Anmerkungen) | Höchstplatzierung, Gesamtwochen, AuszeichnungChartplatzierungen (Jahr, Titel, Platzierungen, Wochen, Auszeichnungen, Anmerkungen) | Anmerkungen                                                                                              |
| Jahr | Titel                     | DE | AT | CH | UK | US | Christ | Rock | Anmerkungen                                                                                              |
| ---- | ------------------------- | --- | --- | --- | --- | --- | --- | --- | --- |
| 1996 | Skillet                   | — | — | — | — | — | — | — | Erstveröffentlichung: 29. Oktober 1996                                                                   |
| 1998 | Hey You, I Love Your Soul | — | — | — | — | — | Christ25 (3 Wo.)Christ | — | Erstveröffentlichung: 21. April 1998                                                                     |
| 2000 | Invincible                | — | — | — | — | — | Christ13 (4 Wo.)Christ | — | Erstveröffentlichung: 1. Februar 2000                                                                    |
| 2001 | Alien Youth               | — | — | — | — | US141 (1 Wo.)US | Christ4 (7 Wo.)Christ | — | Erstveröffentlichung: 28. August 2001                                                                    |
| 2003 | Collide                   | — | — | — | — | US179 (1 Wo.)US | Christ9 (18 Wo.)Christ | — | Erstveröffentlichung: 18. November 2003                                                                  |
| 2006 | Comatose                  | — | — | — | — | US55 Platin · (21 Wo.)US | Christ4 (207 Wo.)Christ | Rock19 (1 Wo.)Rock | Erstveröffentlichung: 3. Oktober 2006 Verkäufe: + 1.000.000                                              |
| 2009 | Awake                     | — | — | — | — | US2 ×2Doppelplatin · (144 Wo.)US                                                                                                  | Christ1 (… Wo.)Christ | Rock2 (138 Wo.)Rock | Erstveröffentlichung: 25. August 2009 Verkäufe: + 2.017.500                                              |
| 2013 | Rise                      | DE94 (1 Wo.)DE | — | CH60 (1 Wo.)CH | — | US4 Gold · (37 Wo.)US | Christ1 (137 Wo.)Christ | Rock1 (39 Wo.)Rock | Erstveröffentlichung: 25. Juni 2013 Verkäufe: + 500.000                                                  |
| 2016 | Unleashed                 | DE11 (3 Wo.)DE | AT14 (4 Wo.)AT | CH9 (3 Wo.)CH | UK45 (1 Wo.)UK | US3 Gold · (20 Wo.)US | Christ1 (423 Wo.)Christ | Rock2 (26 Wo.)Rock | Erstveröffentlichung: 5. August 2016 Neuauflage: 17 November 2017 (Unleashed Beyond) Verkäufe: + 500.000 |
| 2019 | Victorious                | DE17 (2 Wo.)DE | AT20 (2 Wo.)AT | CH10 (3 Wo.)CH | UK84 (1 Wo.)UK | US17 (3 Wo.)US | Christ1 (104 Wo.)Christ | Rock3 (3 Wo.)Rock | Erstveröffentlichung: 2. August 2019                                                                     |
| 2022 | Dominion                  | DE36 (1 Wo.)DE | AT59 (1 Wo.)AT | CH18 (1 Wo.)CH | — | US38 (1 Wo.)US | Christ2 (18 Wo.)Christ | Rock4 (1 Wo.)Rock | Erstveröffentlichung: 14. Januar 2022                                                                    |
| 2024 | Revolution                | — | — | CH72 (1 Wo.)CH | — | US100 (… Wo.)US | Christ1 (3 Wo.)Christ | Rock14 (… Wo.)Rock | Erstveröffentlichung: 1. November 2024                                                                   |

grau schraffiert: keine Chartdaten aus diesem Jahr verfügbar

## Auszeichnungen
| Jahr | Auszeichnung          | für                    | Kategorie                                   | Resultat  |
| ---- | --------------------- | ---------------------- | ------------------------------------------- | --------- |
| 2002 | GMA Dove Award        | "Alien Youth"          | Rock Song of the Year                       | Nominiert |
| 2002 | GMA Dove Award        | "Alien Youth"          | Modern Rock Recorded Song of the Year       | Nominiert |
| 2003 | GMA Dove Award        | "Vapor"                | Hard Music Recorded Song of the Year        | Nominiert |
| 2004 | GMA Dove Award        | "Savior"               | Modern Rock Recorded Song of the Year       | Nominiert |
| 2005 | Grammy Award          | "Collide"              | Best Rock Gospel Album                      | Nominiert |
| 2007 | Grammy Award          | "Comatose"             | Best Rock Gospel Album                      | Nominiert |
| 2007 | GMA Dove Awards       | "Comatose"             | Rock Album of the Year                      | Nominiert |
| 2007 | GMA Dove Awards       | "Rebirthing"           | Rock Song of the Year                       | Nominiert |
| 2007 | GMA Dove Awards       | Skillet                | Artist of the Year                          | Nominiert |
| 2008 | GMA Dove Awards       | "Comatose"             | Rock Song of the Year                       | Gewonnen  |
| 2008 | GMA Dove Awards       | Skillet                | Artist of the Year                          | Nominiert |
| 2009 | GMA Dove Awards       | Skillet                | Group of the Year                           | Nominiert |
| 2009 | GMA Dove Awards       | "Comatose Comes Alive" | Rock Album of the Year                      | Nominiert |
| 2009 | GMA Dove Awards       | "Comatose Comes Alive" | Long Form Music Video of the Year           | Nominiert |
| 2010 | GMA Dove Awards       | Skillet                | Artist of the Year                          | Nominiert |
| 2010 | GMA Dove Awards       | Skillet                | Group of the Year                           | Nominiert |
| 2010 | GMA Dove Awards       | "Hero"                 | Rock Song of the Year                       | Nominiert |
| 2010 | GMA Dove Awards       | "Hero"                 | Short Form Music Video of the Year          | Nominiert |
| 2010 | GMA Dove Awards       | "Monster"              | Short Form Music Video of the Year          | Nominiert |
| 2010 | GMA Dove Awards       | "Awake"                | Rock Album of the Year                      | Nominiert |
| 2011 | Billboard Music Award | "Awake"                | Christian Album                             | Gewonnen  |
| 2011 | GMA Dove Awards       | "One Day Too Late"     | Rock Song of the Year                       | Nominiert |
| 2011 | GMA Dove Awards       | "Lucy"                 | Rock Song of the Year                       | Nominiert |
| 2012 | Drummies! Award       | Jen Ledger             | Rising Star                                 | Gewonnen  |
| 2012 | Drummies! Award       | Jen Ledger             | Independent Drummer                         | Nominiert |
| 2013 | GMA Dove Awards       | "Sick of It"           | Rock Song of the Year                       | Gewonnen  |
| 2013 | Loudwire Music Awards | "Rise"                 | Rock Album of 2013                          | Gewonnen  |
| 2013 | HM Awards             | "Rise"                 | Best Album                                  | Gewonnen  |
| 2013 | HM Awards             | Skillet                | Best Band                                   | Gewonnen  |
| 2013 | HM Awards             | Skillet                | Best HM Cover                               | Gewonnen  |
| 2014 | Billboard Music Award | Skillet                | Christian Artist                            | Nominiert |
| 2014 | Billboard Music Award | "Rise"                 | Christian Album                             | Nominiert |
| 2014 | GMA Dove Awards       | "Rise"                 | Rock Album of the Year                      | Gewonnen  |
| 2014 | GMA Dove Awards       | "Not Gonna Die"        | Rock Song of the Year                       | Gewonnen  |
| 2015 | GMA Dove Awards       | "Good to Be Alive"     | Rock Song of the Year                       | Gewonnen  |
| 2017 | Billboard Music Award | Skillet                | Top Christian Artist                        | Nominiert |
| 2017 | Billboard Music Award | "Unleashed"            | Top Christian Album                         | Nominiert |
| 2017 | Billboard Music Award | "Feel Invincible"      | Top Christian Song                          | Nominiert |
| 2017 | GMA Dove Awards       | "Feel Invincible"      | Rock/Contemporary Recorded Song of the Year | Nominiert |
| 2017 | GMA Dove Awards       | "Unleashed"            | Rock/Contemporary Album of the Year         | Nominiert |
| 2018 | GMA Dove Awards       | "Unleashed Beyond"     | Rock/Contemporary Album of the Year         | Gewonnen  |
| 2018 | GMA Dove Awards       | "Brave"                | Rock/Contemporary Recorded Song of the Year | Nominiert |
| 2020 | GMA Dove Awards       | "Legendary"            | Rock/Contemporary Recorded Song of the Year | Gewonnen  |
| 2020 | GMA Dove Awards       | "Victorious"           | Rock/Contemporary Album of the Year         | Gewonnen  |
| 2020 | Billboard Music Award | "Victorious"           | Top Christian Album                         | Nominiert |

## Belege
1. 1 2  Meldung zum Wechsel der Drummer bei Sound7.de. (Memento vom 17. November 2013 im Webarchiv archive.today)
2. ↑  ArdentMusic: Skillet - "Invincible" Album EPK. 28. März 2007, abgerufen am 23. September 2016.
3. ↑  Skillet, "Hey You, I Love Your Soul" Review. jesusfreakhideout, abgerufen am 3. Oktober 2020 (englisch).
4. ↑  Skillet Featured on Transformer 3 Soundtrack. In: www2.cbn.com. Abgerufen am 8. Oktober 2023 (englisch).
5. ↑  https://twitter.com/johnlcooper/status/83308255828377600. Abgerufen am 3. September 2023.
6. ↑  Staff Reports: Winter Jam to feature Skillet. In: tulsaworld.com. 26. Oktober 2011, abgerufen am 8. Oktober 2023 (englisch).
7. ↑  Skillet New Album "Rise" May 2013 Release : BC News : breathecast. 9. März 2013, archiviert vom Original (nicht mehr online verfügbar) am 9. März 2013; abgerufen am 3. September 2023.  Info: Der Archivlink wurde automatisch eingesetzt und noch nicht geprüft. Bitte prüfe Original- und Archivlink gemäß Anleitung und entferne dann diesen Hinweis.
8. ↑  Upcoming Christian Music New Releases | NewReleaseToday. Abgerufen am 3. September 2023.
9. ↑  Skillet New Album RISE coming June 25! Abgerufen am 3. September 2023 (englisch).
10. ↑  Keith Caulfield: Wale Scores First No. 1 Album on Billboard 200 Chart. In: Billboard. 3. Juli 2013, abgerufen am 3. September 2023 (amerikanisches Englisch).
11. ↑  Chad ChildersChad Childers: Skillet 'Halfway There' in Writing Next Studio Album. 16. Februar 2015, abgerufen am 3. September 2023 (englisch).
12. ↑  Sneak Peak Skillet 2016 | New record coming out this year! Here's a sample of what's to come. Wear a helmet while listening! Photo cred: JimmyDPhotos | By Skillet Music | Facebook. Abgerufen am 3. September 2023.
13. ↑  Skillet Releases New Single, New Album Available For Pre-Order. Abgerufen am 3. September 2023.
14. ↑  Skillet -“Stars” (The Shack Version) [Official Music Video]. Abgerufen am 3. September 2023 (deutsch).
15. ↑  Deborah Evans Price: Skillet Announces New Album ‘Victorious’: Exclusive. In: Billboard. 7. Mai 2019, abgerufen am 3. September 2023 (amerikanisches Englisch).
16. ↑  Chad ChildersChad Childers: Skillet Unveil Two New Songs 'Anchor' + 'Save Me'. 14. Juni 2019, abgerufen am 3. September 2023 (englisch).
17. ↑  Rania Aniftos: Skillet Releases 10th Album ‘Victorious’: Stream It Now. In: Billboard. 2. August 2019, abgerufen am 3. September 2023 (amerikanisches Englisch).
18. ↑  Blabbermouth: SKILLET To Release New Single, 'Surviving The Game', In September. 19. August 2021, abgerufen am 3. September 2023 (englisch).
19. ↑  Blabbermouth: SKILLET Releases 'Surviving The Game' Single, Announces 'Dominion' Album. 15. September 2021, abgerufen am 3. September 2023 (englisch).
20. ↑  Jessie Clarks: Skillet Drops Pre-Release Track "Standing In The Storm" & Earns Multiple RIAA Certifications. In: TCB. 12. November 2021, abgerufen am 3. September 2023 (amerikanisches Englisch).
21. ↑  Skillet - Refuge (Official Lyric Video) | Ghostarchive. Abgerufen am 3. September 2023.
22. ↑  Jessie Clarks: Skillet Pre-Releases Title Track Ahead Of Upcoming Album Release. In: TCB. 7. Januar 2022, abgerufen am 3. September 2023 (amerikanisches Englisch).
23. ↑  Psycho In My Head. 9. Dezember 2022, abgerufen am 3. September 2023.
24. ↑  Blabbermouth: SKILLET To Release 'Dominion: Day Of Destiny (Deluxe Edition)' In February. 9. Dezember 2022, abgerufen am 3. September 2023 (englisch).
25. ↑   'Skillet's' 'Jen Ledger' Named 'Rising Star' in Drum Magazine's 2012 Drummies Award In: The Metal Resource - mauce.nl, 3. Juli 2012. Abgerufen am 30. März 2018 (englisch).
26. ↑  Skillet Win Best Rock Album in the Loudwire Music Awards. In: Loudwire. Abgerufen am 29. Oktober 2014 (englisch).
27. 1 2 3  Best Band, Best Album, Best HM Cover - Skillet - The HM Awards. via YouTube, abgerufen am 29. Oktober 2014 (englisch).
28. ↑  Drake, The Chainsmokers Lead Nominees for the 2017 Billboard Music Awards. In: Billboard. Abgerufen am 12. April 2017 (englisch).
29. ↑  2017 Winners | The 49th GMA Dove Awards. In: doveawards.com. Archiviert vom Original am 9. Oktober 2018; abgerufen am 20. August 2020 (englisch).
30. ↑  2018 Winners | The 50th GMA Dove Awards. In: doveawards.com. Archiviert vom Original am 6. Mai 2019; abgerufen am 20. August 2020 (englisch).
31. ↑  2020 Nominees | The 51st GMA Dove Awards. In: doveawards.com. Abgerufen am 20. August 2020 (englisch).
32. ↑  Post Malone Leads 2020 Billboard Music Awards Nominations With 16: Full List. In: billboard.com. Abgerufen am 2. Oktober 2020 (englisch).